# Naturschutzgebiet Grubenfelder Leonie

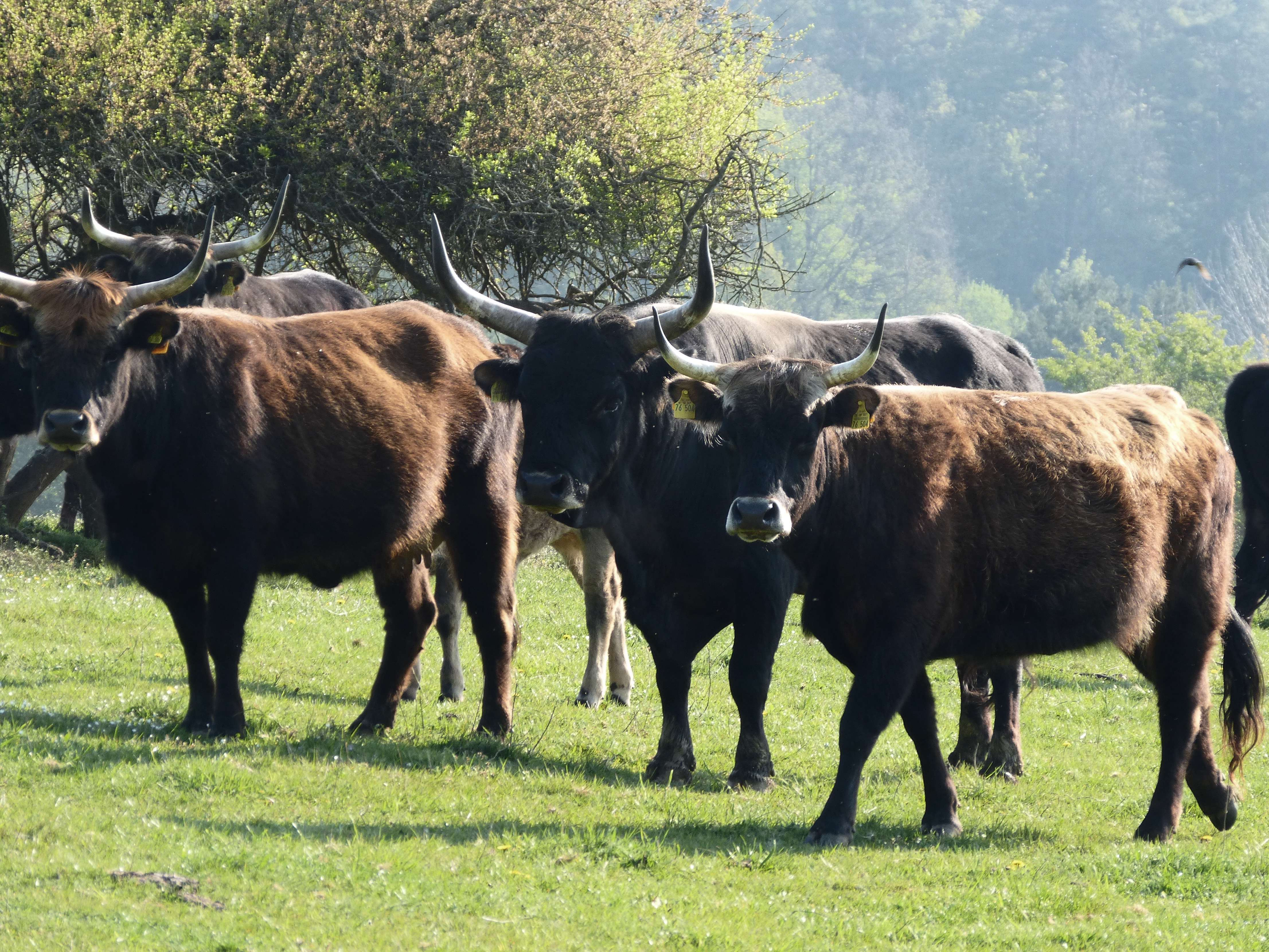
Heckrinder im Schutzgebiet

Das Naturschutzgebiet Grubenfelder Leonie liegt in den Gemarkungen Auerbach, Degelsdorf, Steinamwasser und Zogenreuth, nördlich des Stadtgebietes von Auerbach in der Oberpfalz im Landkreis Amberg-Sulzbach. Das Gebiet umfasst 87,3 ha Wald- und Offenland und beherbergt etwa 570 Tier- und Pflanzenarten, von denen über 100 Arten auf der Roten Liste Bayerns stehen.

## Geschichte
Bis in die 1980er Jahre wurde auf dem Gelände im Eisenerzbergwerk Leonie Eisenerz unter Tage abgebaut. Durch den Einsturz der dabei entstandenen Hohlräume entstanden Senken und Verwerfungen. Der Name des Schutzgebietes geht auf die Bezeichnung der Erzgrube zurück. 1995 erwarb der Landesbund für Vogelschutz in Bayern einen großen Teil der Fläche, die seit 1996 unter Naturschutz gestellt ist. 

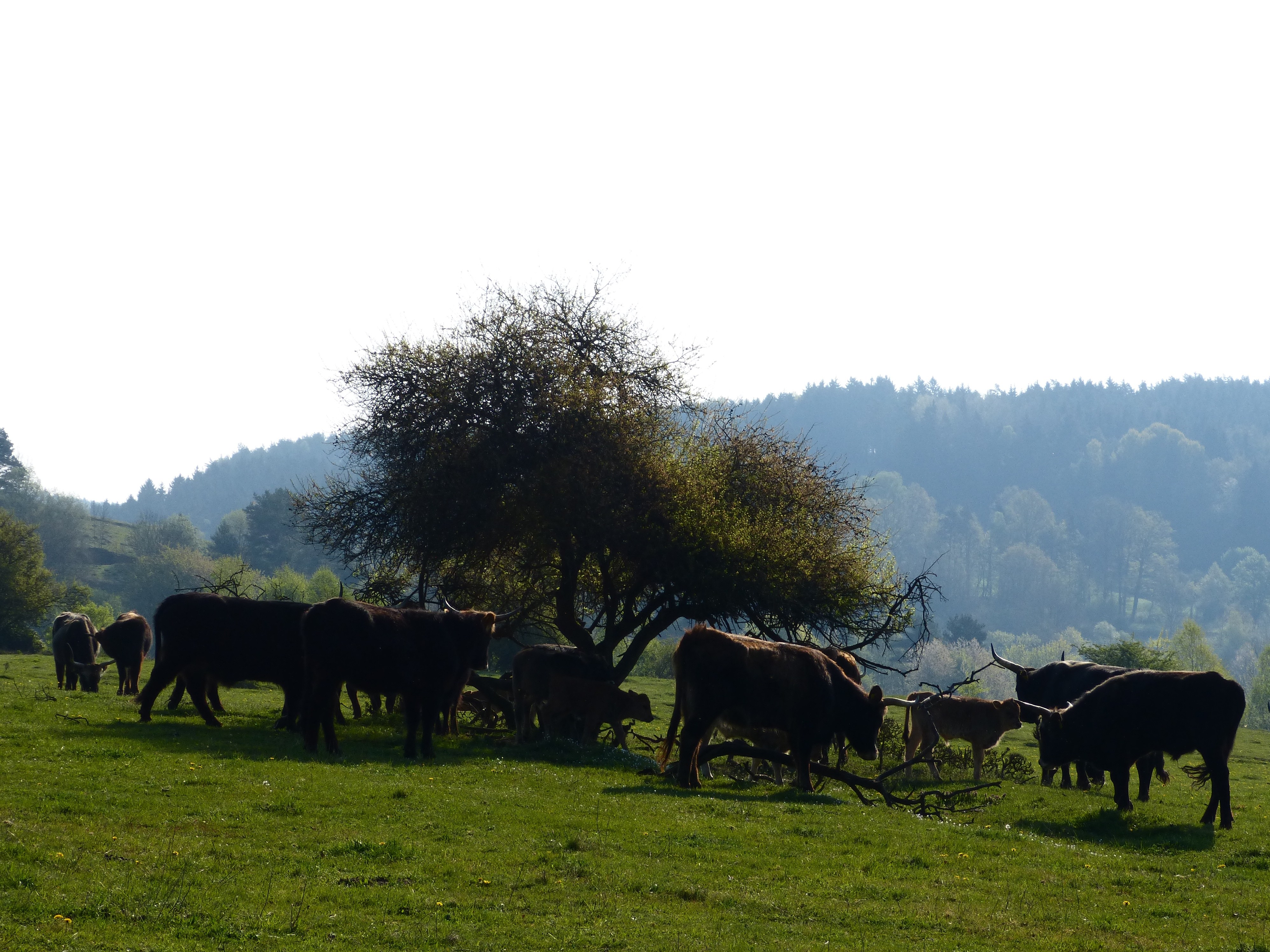
Heckrinder arbeiten der Verbuschung entgegen

## Tierwelt
Neben den Heckrindern und den Exmoor-Pferden leben auf dem Areal verschiedene wilde Säugetiere, darunter Biber, Feldhasen, Rotfüchse, Dachse und Rehe. Unter den 64 Brutvogelarten sind besonders Wachtelkönig, Neuntöter und Eisvogel zu nennen. Zu den regelmäßigen Gastvogelarten zählen Weißstörche, Schwarzstörche, Braunkehlchen, Steinschmätzer, Raubwürger und Flussregenpfeifer.
Auf dem Gelände lebt weiterhin eine der größten Laubfrosch-Populationen der Oberpfalz. Dazu kommen Gelbbauchunken, Kammmolche und sechs weitere Amphibienarten. Reptilien sind mit vier Arten vertreten, darunter die als gefährdet geltende Ringelnatter. Unter den Wirbellosen wurden allein 22 Libellenarten, 54 Tagschmetterlingsarten, 23 Heuschreckenarten und 18 Ameisenarten erfasst.

## Pflege- und Entwicklungsmaßnahmen

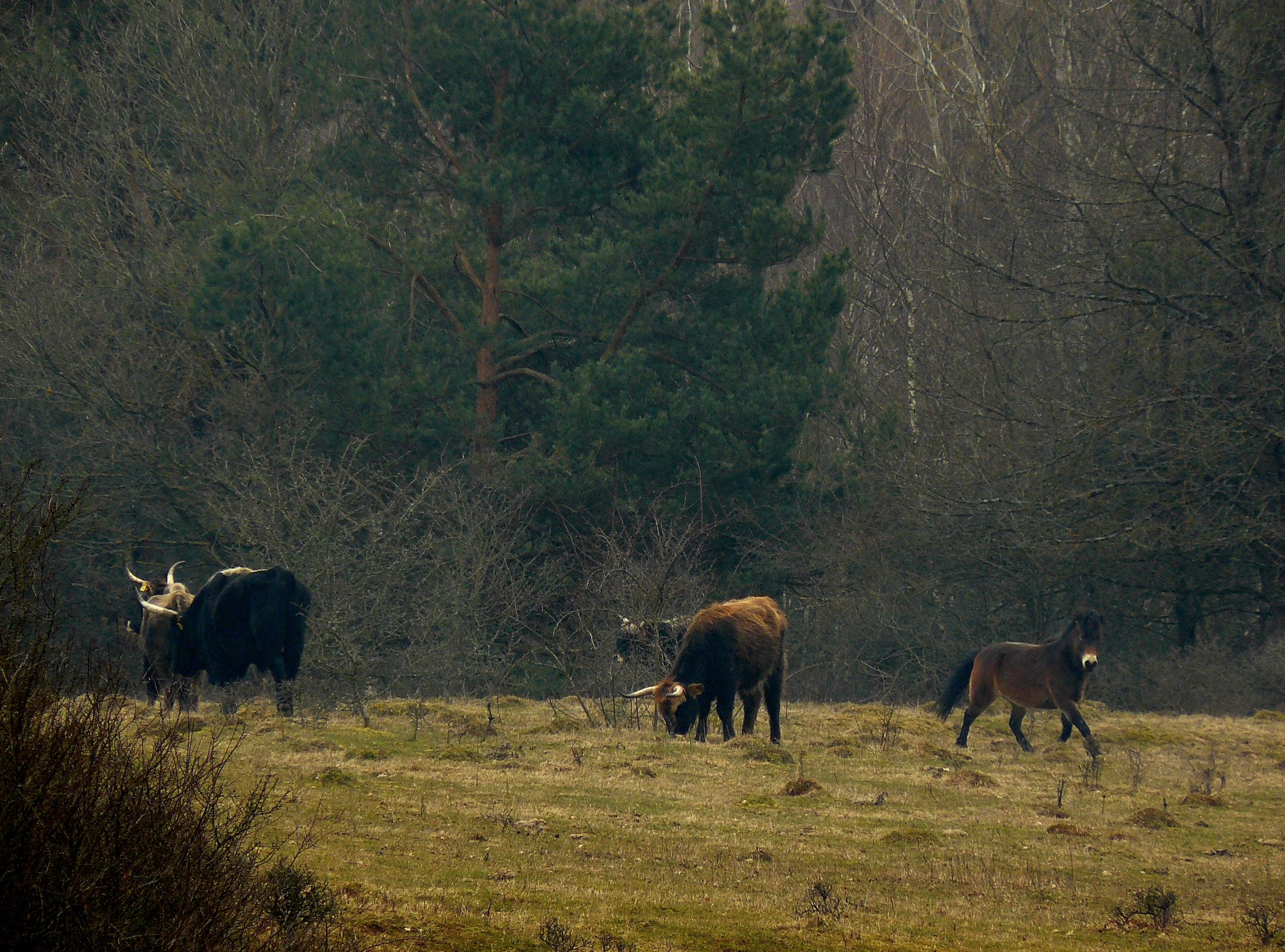
Die Heckrinder teilen sich das Areal mit Exmoor-Ponys

Um die Wiesen offen zu halten und vor der Wiederbewaldung zu bewahren, wird das Gelände seit Juni 2000 von Heckrindern (Abbildzüchtungen des Auerochsen) beweidet. Die Przewalskipferde, die seit 2001 dort ebenfalls weideten, sind inzwischen durch die urtümlichen Exmoorpferde ersetzt worden.